# Mordechaj Szwarcbard
Mordechaj Szwarcbard (ur. w 1896 w Łodzi, zm. w 1942) – polsko-żydowski działacz polityczny, współpracownik grupy Oneg Szabat w getcie warszawskim.

## Życiorys
Był aktywnym działaczem partii Poalej Syjon-Lewica w ramach której przed wojną należał między innymi do kierownictwa łódzkiego oddziału partii. W trakcie okupacji niemieckiej na przełomie 1939 i 1940 wyjechał do Warszawy. W getcie warszawskim kontynuował działalność partyjną, a także kierował jedną z partyjnych kuchni ludowych. W getcie należał również do najaktywniejszych współpracowników grupy Oneg Szabat tworzącej podziemne archiwum getta warszawskiego. W ramach grupy dokonywał wywiadów z uchodźcami, opracowywał raporty, a także kopiował materiały. Pozostawił po sobie również dziennik oraz prowadzoną przez siebie kronikę. 
Zginął prawdopodobnie razem z żoną Miriam i synem Danielem wywieziony w trakcie wielkiej akcji deportacyjnej do obozu zagłady w Treblince w lecie 1942.